# Fiat 524 C / L
Der ab 1931 von Fiat gebaute 524 war der Nachfolger des Fiat 525 in der Oberen Mittelklasse. Das Modell war mit langem Radstand als 524 L (für longo) und mit kurzem als 524 C (für corto) verfügbar. Es gab verschiedene Ausführungen: Limousine, Coupé und Cabriolet, alle mit Ganzstahlkarosserien auf Leiterrahmen mit Kreuzverstrebung.
Angetrieben wurde der Wagen von einem Sechszylinder-Reihen-Ottomotor mit einem Hubraum von 2516 cm³ mit einer Bohrung von 72 mm und einem Hub von 103 mm. Der Motor leistete 52 PS (38 kW) bei einer Verdichtung von 5,8. Die Kraft wurde über ein Vierganggetriebe mit Mittelschaltung an die Hinterräder übertragen. Eine Sportversion erzielte mit einer höheren Verdichtung von 6,3 eine Leistung von 55 PS (40 kW) bei 3300/min. Es konnte eine Höchstgeschwindigkeit von 95 km/h erreicht werden.

## Fiat 524 L

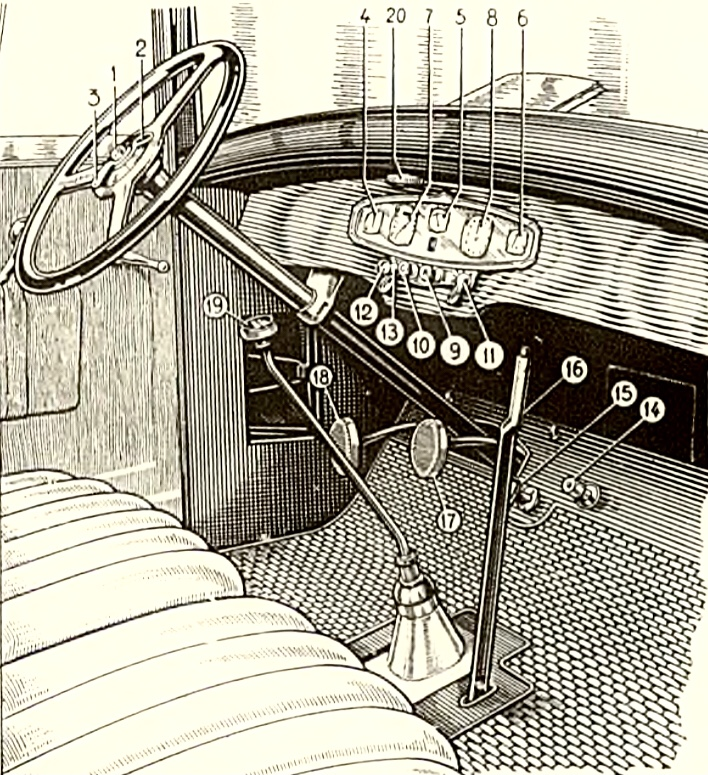
Fiat 524 Innenraum

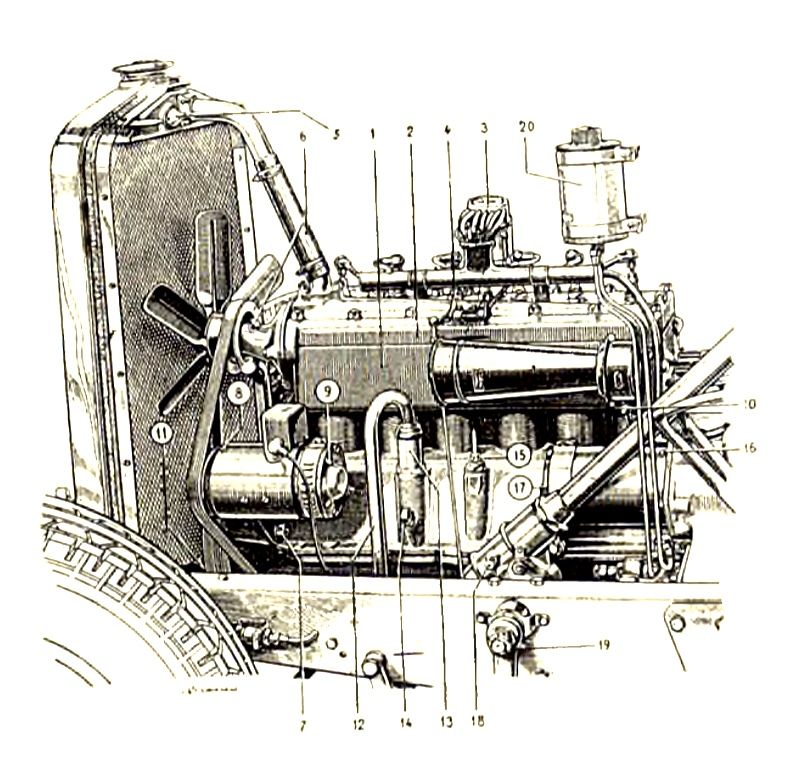
Fiat 524 Motorraum links

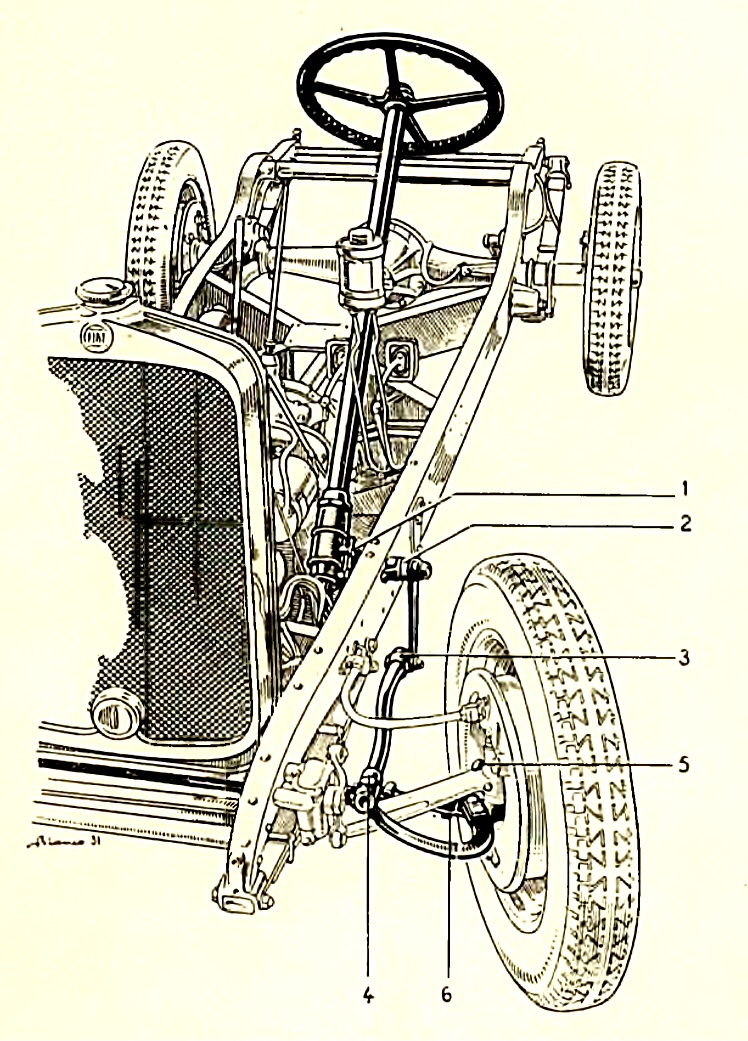
Fiat 524 Lenkung

Das Fahrzeug als Limousine hatte einen Radstand von 3230 mm und eine Spurweite vorn von 1438 mm und hinten von 1460 mm. Die Höchstgeschwindigkeit in den einzelnen Gängen betrug: 1. Gang 28 km/h, 2. Gang 48 km/h, 3. Gang 67 km/h und 4. Gang 95 km/h. Die Steigfähigkeit im 1. Gang betrug 25 % und im 4. Gang noch 5 %. Die elektrische Anlage war mit 12 V ausgelegt mit einem Akku mit 51 Ah.
Vorder- und Hinterachse waren an halbelliptischen Blattfedern aufgehängt, hinten mit den Federn unterhalb der Achse („Underslung“). Hydraulische Stoßdämpfer waren serienmäßig, außer in der Sportausführung, die noch Reibungsstoßdämpfer hatte. Der Wendekreis lag bei 11,6 m. Die hydraulische Bremsanlage wirkte auf Bremstrommeln an allen vier Rädern. Die Handbremse wirkte auf die Kardanwelle zur Hinterachse.

## Fiat 524 C
Das Cabriolet hatte die Bezeichnung 524 C. Nachdem die Herstellung in Italien eingestellt worden war, wurden die Produktionsanlagen nach Warschau in Polen verlagert, um ab Ende 1936 die Fahrzeuge als „Polski-Fiat“ für den polnischen Markt zu produzieren. Der Radstand beim Cabriolet war gegenüber der Limousine auf 3070 mm verkürzt. Die in anderen Quellen angegebene Gesamtzahl von 12.799 Fahrzeugen für den polnischen Markt erscheint nicht realistisch, sie dürfte eher bei wenigen hundert Fahrzeugen gelegen haben.

## Produktionszahlen
| Jahr          | 1931 | 1932  | 1933 | 1934 | 1935 | 1936 | 1937 | 1938 | 1939 | Summe |
| ------------- | ---- | ----- | ---- | ---- | ---- | ---- | ---- | ---- | ---- | ----- |
| 524 C Italien | 569  | 804   | 56   |      |      |      |      |      |      | 1.429 |
| 524 L Italien | 263  | 731   | 270  | 82   |      |      |      |      |      | 1.346 |
| 524 C Polen   |      |       |      |      |      | *    | *    | *    | *    | *     |
| 524 L Polen   |      |       |      |      |      | *    | *    | *    | *    | *     |
| Summe         | 832  | 1.535 | 326  | 82   |      | *    | *    | *    | *    | 2.775 |